# KID PHENOMENON from EXILE TRIBE
KID PHENOMENON from EXILE TRIBE（キッド フェノメノン フロム エグザイル トライブ）は、日本の7人組ダンス&ボーカルグループ。所属事務所はLDH JAPAN。レーベルはソニー・ミュージックレコーズ。グループ名の"PHENOMENON"は現象という意味である。

## 略歴
LDH主催オーディション「iCON Z」の男性部門ファイナリストなどを対象とした「iCON Z 第二章」に参加した7名で結成。
2023年8月23日、シングル「Wheelie」でデビュー。

## メンバー
- 夫松健介（それまつ けんすけ[1]、2003年7月29日 - ）
  - 大阪府出身。
  - EXPG大阪校出身[2]。
- 遠藤翼空（えんどう つばさ[1]、2004年5月14日 - ）
  - 神奈川県出身。
  - EXPG横浜校出身[2]。
  - 母親はフィリピン人[3]。
- 岡尾琥珀（おかお こはく[1]、2005年12月18日 - ）
  - 京都府出身。
  - EXPG京都校出身[2]。
  - 弟はLIL LEAGUEの岡尾真虎[4]。
- 川口蒼真（かわぐち そうま[1]、2006年9月27日 - ）
  - 京都府出身。
  - EXPG京都校出身[2]。
- 佐藤峻乃介（さとう しゅんのすけ[1]、2006年11月15日 - ）
  - 千葉県出身。
  - EXPG東京校出身[2]。
- 山本光汰（やまもと こうた[1]、2007年3月19日 - ）
  - 大阪府出身。
  - EXPG大阪校出身[2]。
- 鈴木瑠偉（すずき るい[1]、2007年8月31日 - ）
  - 宮城県出身。
  - EXPG仙台校出身[2]。

## 作品
順位はオリコン週間ランキングの最高位

### シングル
| # | 発売日         | タイトル       | 順位 |
| - | -------------- | -------------- | ---- |
| 1 | 2023年8月23日  | Wheelie        | 4位  |
| 2 | 2023年11月29日 | 存在証明       | 2位  |
| 3 | 2024年4月24日  | ONE DAY        | 3位  |
| 4 | 2024年10月9日  | Unstoppable    | 3位  |
| 5 | 2025年8月20日  | Sparkle Summer |      |

### 配信シングル
| 配信日         | タイトル                       |
| -------------- | ------------------------------ |
| 2022年12月28日 | C'mon                          |
| 2024年1月26日  | 存在証明 - From THE FIRST TAKE |
| 2024年1月26日  | Wheelie - From THE FIRST TAKE  |

### アルバム
| # | 発売日        | タイトル   | 順位 |
| - | ------------- | ---------- | ---- |
| 1 | 2025年1月22日 | PHENOMENON | 2位  |

### 参加作品
| 発売日       | 曲名                          | 収録作品                                      |
| ------------ | ----------------------------- | --------------------------------------------- |
| 2024年8月7日 | TurquoiseSun & PinkPurpleMoon | V.A.『BATTLE OF TOKYO Jr.EXILE vs NEO EXILE』 |
| 2024年8月7日 | 24WORLD                       | V.A.『BATTLE OF TOKYO Jr.EXILE vs NEO EXILE』 |

## タイアップ
| 曲名        | タイアップ                                                                 | 収録作品                |
| ----------- | -------------------------------------------------------------------------- | ----------------------- |
| 存在証明    | テレビアニメ『るろうに剣心 -明治剣客浪漫譚-』第2クールエンディング・テーマ | シングル『存在証明』    |
| ONE DAY     | 日本工学院2024年度CMソング                                                 | シングル『ONE DAY』     |
| Cinderella  | ABCマート「年末在庫一掃 SALE」TVCMソング                                   | アルバム『PHENOMENON』  |
| Unstoppable | テレビ東京系『ゴッドタン』1月度エンディングテーマ                          | シングル『Unstoppable』 |

## ライブ・イベント

### 合同
- LDH LIVE-EXPO 2023（2023年12月30日 - 12月31日）[7]
- BATTLE OF TOKYO 〜Jr.EXILE vs NEO EXILE〜（2024年8月10日 - 8月12日）[8]
- NEO EXILE SPECIAL LIVE 2024（2024年9月23日）[9]
- LDH LIVE-EXPO 2024 -EXILE TRIBE BEST HITS-（2024年10月26日 - 10月27日）[10]
- FINAL ROUND -LDH D.LEAGUER AUDITION-（2025年7月11日）[11]

### ファンクラブイベント
- KID PHENOMENON OFFICIAL FAN CLUB EVENT『オフラインキフェ! 〜1周年お祝いしてくれる?〜』（2024年8月24日）[12]
- KID PHENOMENON LIVE & FAN MEETING TOUR 2025 〜D7SCOVER〜（2025年7月4日 - 12月19日）

### 参加
- NAOTO PRESENTS HONEST HOUSE 2024（2024年4月7日 - 8月27日）[13]

## 出演

### テレビ番組
- LIL LEAGUEのヴィクトリーグ!（2023年5月 - 9月、テレビ東京）[14]
  - ヴィクトリーグ!（2023年10月 - ）[15]

### ミュージックビデオ
- LIL LEAGUE from EXILE TRIBE「Higher」（2023年）[16]
- WOLF HOWL HARMONY from EXILE TRIBE「Bossa Bosa」（2025年）[17]

### 連載
- VOCEウェブサイト「次世代スター"美容男子"への道」（2023年10月 - 2024年3月）[18]

## 備考
SPINEL KIDS (スピネル キッズ)
KID PHENOMENONのファンネーム。2023年5月31日に発表された。